# Suurijärvi (sjö i Kuusamo, Norra Österbotten, Finland)
Suurijärvi eller Ozero Suuriyarvi är en sjö i Finland. Den ligger i kommunen Kuusamo i landskapet Norra Österbotten, i den nordöstra delen av landet, 700 km norr om huvudstaden Helsingfors. Suurijärvi ligger 275,8 meter över havet. Arean är 3,46 kvadratkilometer och strandlinjen är 16,47 kilometer lång. Sjön  ingår i Kems huvudavrinningsområde.   Den sträcker sig 2,5 kilometer i nord-sydlig riktning, och 4,7 kilometer i öst-västlig riktning.
I övrigt finns följande i Suurijärvi:
- Peltosaari (en ö)
- Hoikkasaari (en ö)
- Lavasaari (en ö)

I övrigt finns följande vid Suurijärvi:
- Kangasjärvi (en sjö)